# 한국철도공사 319000호대 전동차
한국철도공사 319000호대 전동차는 수도권 전철 1호선에서 운행 중인 한국철도공사 통근형 전동차 차량이다. 현재 총 4량 4개 편성(16량)은 수도권 전철 1호선 영등포~광명간 셔틀 전철로 운행하고 있으며, 4량 1개 편성(4량)은 경의·중앙선 도라산~임진강~문산~가좌~서울역, 용산 구간에서 운행하고 있다. 6량 3개 편성(18량)은 수인·분당선 인천~오이도 구간에서 운행하고 있는데, 본래 경원선 연천~광운대 구간에 투입되어 운행할 예정이었다가 10량 열차가 운행하도록 변경되어, 추후 양주~동두천 구간에 셔틀열차로 대신 운행할 예정이다. 31906~31907편성은 2020년 7월 16일에 운행 중단된 후 구로차량기지에 방치되었다가 31906편성은 2024년 4월 24일에, 31907편성은 2024년 4월 23일에 차량 노후화로 폐차되었다.

## 기술적 사양

### 제어기기
311000호대와 동일하며, 도시바의 COVO52-A0 IGBT 제어 장치를 사용하고 있다.
단, 31908~31910편성은 미쓰비시제 COVO52-A0형 VVVF-IGBT 소자에 현대로템의 자사 IPM 모듈을 추가로 적용하여 도입된 편성이다.

### 차체 및대차
차체는 311000호대와 마찬가지로, STS304를 사용한 스테인리스 용접 방식의 무도장 차체를 사용하고 있으며, 대차는 원추형 고무스프링을 사용한 에어스프링 볼스터리스 대차를 채택하여 승차감 향상과 경량화를 이루었다. 제동장치는 응답성이 빠르고 전기제동과의 조화가 양호한 전기지령식 제동을 사용한다. 본래 4+4 중련 편성을 염두에 두고 제작했으나, 스크린도어와 길이가 맞지 않아서 영업용으로는 중련 편성을 하지 않는다. 이는 당시 5000호대 19편성과 79~80편성의 일부 및 8량화 이후 남은 5000호대 86~92편성, 6000호대의 01~07편성의 잔존 차량들을 개조하여 이들 차량과 처음부터 운전실이 있는(Tc) 차량의 길이가 다르기 때문에 발생한 현상이다.

### 실내 설비

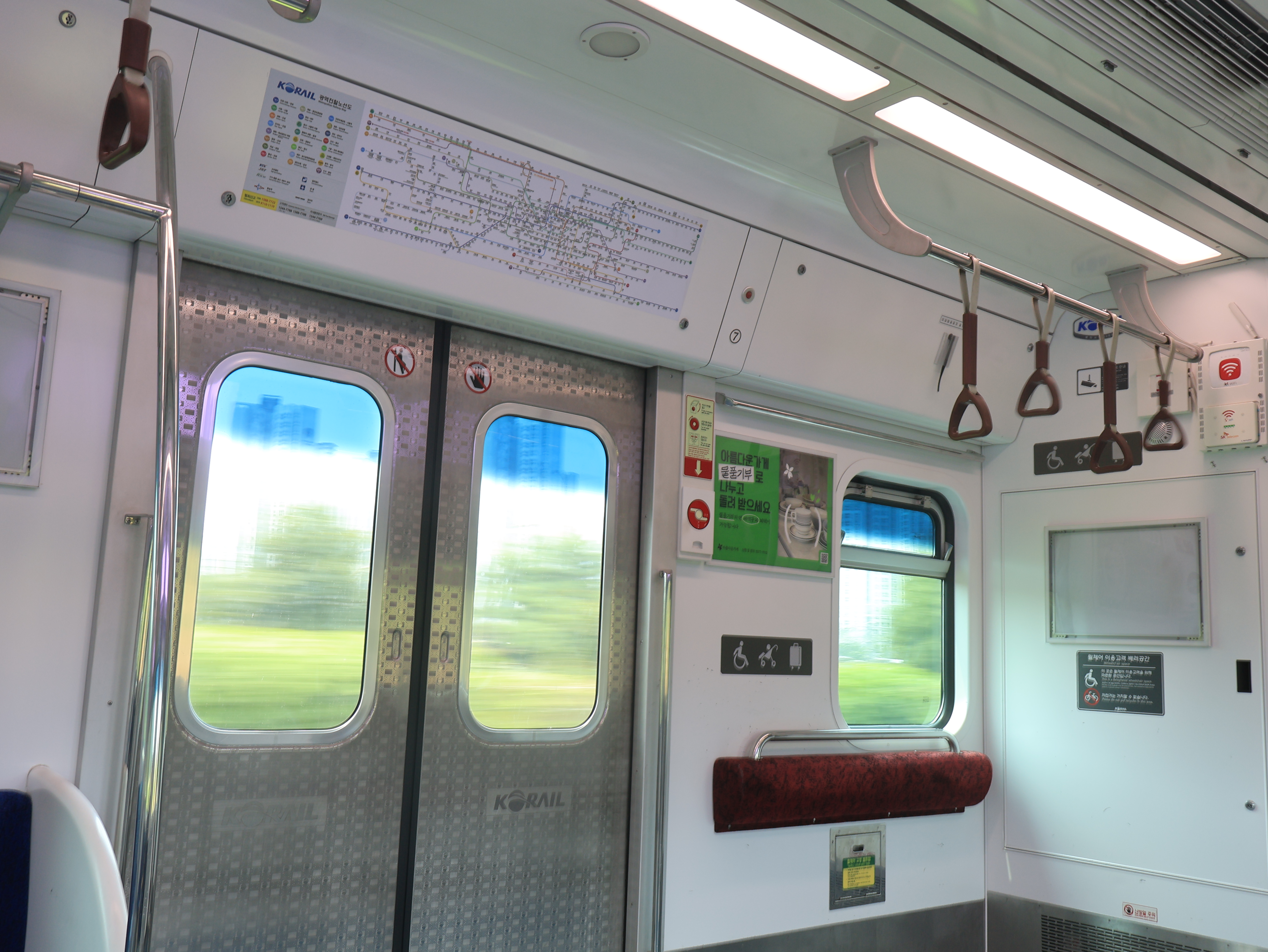
319000호대 전동차 내부 1

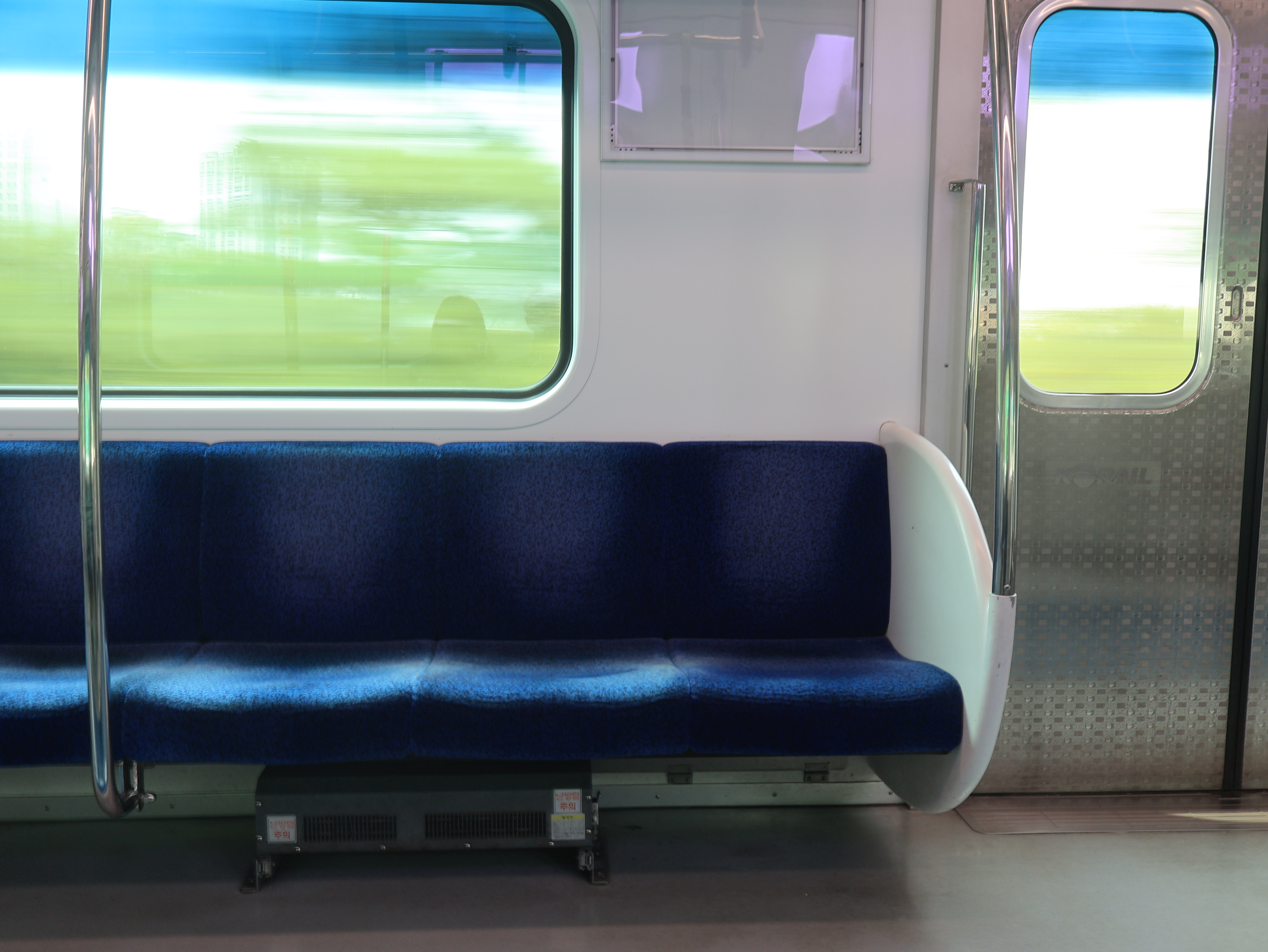
319000호대 전동차 내부 2

311000호대 1, 3세대형과 내부가 동일하나, 출입문 위에 LCD 모니터가 2개씩 매립된 형태로 설치되어 있다.

### 승무 설비
321000호대 중기 편성과 운전 설비는 비슷하나, 경부고속선 금천구청~광명 구간 진입을 이유로 이 차량의 신호 관련 장비를 개조하지 않고 해당 구간에 ATS와 호환되도록 신호 설비를 추가했다.

### 4량 편성(31901~31907)
팬터그래프와 주변압기, 제어기기, 전동기가 탑재된 M'차와 보조전원장치와 공기압축기, 축전지, 제어실 등을 갖춘 TC차로만 구성되어 있다.
|        | ◇◇              | ◇◇              |         |
| 3190XX | 3191XX          | 3192XX          | 3199XX  |
| Tc     | M'              | M'              | Tc      |
| ←광명  | ※XX는 편성 번호 | ※XX는 편성 번호 | 영등포→ |

| 객차번호 | 설치된 전장품                        |
| -------- | ------------------------------------ |
| 3190XX   | Tc(SIV, 공기압축기, 축전지)          |
| 3191XX   | M'(팬터그래프, 주변압기, 주변환장치) |
| 3192XX   | M'(팬터그래프, 주변압기, 주변환장치) |
| 3199XX   | Tc(SIV, 공기압축기, 축전지)          |

### 6량 편성(31908~31910)
팬터그래프와 주변압기, 제어기기, 전동기가 탑재된 M'차, 제어기기와 전동기만이 탑재된 M차, 그리고 보조전원장치와 공기압축기, 축전지, 제어실등을 갖춘 Tc차와 아무 기기도 탑재되지 않는 T차로 구성돼 있다.
|         |                 | ◇◇              |                 | ◇◇              |        |
| 3190XX  | 3191XX          | 3192XX          | 3193XX          | 3194XX          | 3199XX |
| Tc      | M               | M'              | T               | M'              | Tc     |
| ←소요산 | ※XX는 편성 번호 | ※XX는 편성 번호 | ※XX는 편성 번호 | ※XX는 편성 번호 | 연천→  |

| 객차번호 | 설치된 전장품                        |
| -------- | ------------------------------------ |
| 3190XX   | Tc(SIV, 공기압축기, 축전지)          |
| 3191XX   | M(주변환장치)                        |
| 3192XX   | M'(팬터그래프, 주변압기, 주변환장치) |
| 3193XX   | T(무동력객차)                        |
| 3194XX   | M'(팬터그래프, 주변압기, 주변환장치) |
| 3199XX   | Tc(SIV, 공기압축기, 축전지)          |

## 도입 역사

### 31901~31905편성 (2006년6월~7월제작)
- 5000호대 79~80편성 일부[2] 및 8량화로 남은 5000호대 86~92편성, 6000호대 01~07편성 잔존 차량을 5개 편성으로 개조했다.
- 각 출입문 위에 LCD형 모니터가 2개씩 매립된 형태로 설치됐으나, LCD 모니터의 노후화로 351000호대 4세대(이에 해당된 차량은 35173~35178편성이다.), 381000호대 2세대(이에 해당된 차량은 38111~38117편성이다.), 391000호대(이에 해당된 차량은 39101~39107편성이다.)와 동일한 천장부착형 LCD TV로 바뀌었다.

### 31906~31907편성 (1997년5월제작)
- 일명 뱀작이라고 불리며, 영등포역 추돌 사고로 운행이 중지된 5000호대 19편성을 2개 편성으로 개조했다.
- 각 출입문 위에 LCD형 모니터가 2개씩 매립된 형태로 설치됐으나, LCD 모니터의 노후화로 351000호대 4세대(이에 해당된 차량은 35173~35178편성이다.), 381000호대 2세대(이에 해당된 차량은 38111~38117편성이다.), 391000호대(이에 해당된 차량은 39101~39107편성이다.)와 동일한 천장부착형 LCD TV로 바뀌었다.
- 차량 내부는 5000호대 19편성과 동일하나, 외형 및 운전 설비는 311000호대 3세대 전기형, 321000호대 모습과 비슷하다.
- 2020년 7월 16일에 운행 중단된 후 구로차량기지에 방치되어 있다가 31906편성은 2024년 4월 24일에 폐차되었고 31907편성은 2024년 4월 23일에 폐차되었다.

### 31908~31910편성 (2019년10월제작)
- 신규 도입 전동차는 2019년에 수인·분당선에 투입되었지만 ATS 전용이라 ATC 구간인 분당선은 운행할 수 없어 오이도~인천 구간만 운행한다.[3] 당초 2023년 12월에 경원선 연천~광운대 구간에서 운행할 예정이었지만 연천~서울·인천 10량 직통 열차가 들어가게끔 변경돼, 추후 동두천~양주 구간에서 셔틀로 대신 편성 및 운행할 예정이다.
- 3개 편성 6량화가 되어 18량으로 별도 편성되었다. 사양은 312000호대의 12차분과 동일하다.

### 31911~31920편성 (2027년~2028년2월제작) 예정
- 흔히 ???라고 부르며

## 배속
이 차량들 중 31901~31904편성은 현재 수도권 전철 1호선 중 영등포~광명 구간에서 운행하고 있다. (단, 31906~31907편성은 차량 노후화로 2020년 7월 16일에 운행 중단된 후 구로차량기지에 방치되어 있다가 31906편성은 2024년 4월 24일에 폐차되었고, 31907편성은 2024년 4월 23일에 폐차되었다.)
- 31901~31904편성: 구로차량기지, 4량
- 31905편성: 문산차량기지, 4량
- 31908~31910편성: 이문차량사업소, 6량

## 현황
현재 운행 중인 차량은 가독성을 높이기 위하여 굵은 글씨로 표시했다.

### 1세대분
31905편성의 역할은 2031년에 33129편성이 대체할 예정이다.
| 차호       | 도입 시기 | 개조 시기 | 운행 중단 시기 | 비고                                                                                         |
| ---------- | --------- | --------- | -------------- | -------------------------------------------------------------------------------------------- |
| 31901 편성 | 2006년    | 2008년    | 운행 중        |                                                                                              |
| 31902 편성 | 2006년    | 2008년    | 운행 중        |                                                                                              |
| 31903 편성 | 2006년    | 2008년    | 운행 중        | DMZ 평화열차 랩핑이 적용되어 있다.                                                           |
| 31904 편성 | 2006년    | 2008년    | 운행 중        |                                                                                              |
| 31905 편성 | 2006년    | 2008년    | 운행 중        | 현재 수도권 전철 경의·중앙선 임진강~문산~서울역/용산역 구간에만 운행하고 있다.               |
| 31906 편성 | 1997년    | 2008년    | 2020년         | 구 519편성의 사고 여파로 개조되었다. 추진제어장치가 도시바 GTO에서 도시바 IGBT로 교체되었다. |
| 31907 편성 | 1997년    | 2008년    | 2020년         | 구 519편성의 사고 여파로 개조되었다. 추진제어장치가 도시바 GTO에서 도시바 IGBT로 교체되었다. |

### 2세대분
| 차호       | 도입 시기 | 운행 중단 시기 | 비고                                                             |
| ---------- | --------- | -------------- | ---------------------------------------------------------------- |
| 31908 편성 | 2019년    | 운행 중        | 현재 수도권 전철 수인·분당선 인천~오이도 구간에만 운행하고 있다. |
| 31909 편성 | 2019년    | 운행 중        | 현재 수도권 전철 수인·분당선 인천~오이도 구간에만 운행하고 있다. |
| 31910 편성 | 2019년    | 임시 휴차      | 현재 이문기지에 유치되어 있다.                                   |

### 3세대분
| 차호       | 도입 시기 | 운행 중단 시기 | 비고 |
| ---------- | --------- | -------------- | ---- |
| 31911 편성 | 2027년    | 제작 예정      |      |
| 31912 편성 | 2027년    | 제작 예정      |      |
| 31913 편성 | 2027년    | 제작 예정      |      |
| 31914 편성 | 2027년    | 제작 예정      |      |
| 31915 편성 | 2027년    | 제작 예정      |      |
| 31916 편성 | 2027년    | 제작 예정      |      |
| 31917 편성 | 2028년    | 제작 예정      |      |
| 31918 편성 | 2028년    | 제작 예정      |      |
| 31919 편성 | 2028년    | 제작 예정      |      |
| 31920 편성 | 2028년    | 제작 예정      |      |

## 현재 운행구간
- ● 수도권 전철 1호선 (31901~31904편성)
  - 경부선: 영등포~금천구청
  - 경부고속선: 금천구청~광명
- ● 수도권 전철 경의·중앙선 (31905편성)
  - 경의선: 임진강~문산 / 문산~가좌~서울
  - 용산선: 가좌~용산
- ● 수도권 전철 수인·분당선 (31909편성)
  - 수인선: 오이도~인천

### 수도권 전철 경의·중앙선차출 운행
2009년 12월 1일부터 수도권 전철 경의선에 4량 전동차를 운행하면서 31903~31904편성이 차출된 적이 있다. 차출 운행 당시엔 임시로 문산차량기지 소속이었으나, 지금은 구로차량기지로 복귀했다. 31904~31905편성은 2012년 2월 중검수 기간에 잠시 광명 셔틀로 운행되었다. 그러나 2017년 6월부터 31905편성은 다시 문산차량기지 소속으로 변경되면서 수도권 전철 경의·중앙선에서 운행하고 있다.

### 무선통신기반 열차제어시스템 개조
무선통신기반 열차제어시스템으로 개조하기 위하여 경의선, 광명셔틀에서 운행하고 있던 31904편성을 개조했고, 이후 구로차량기지로 복귀했다.

### 추진제어장치 개조
2013년 2월과 10월 두 차례에 걸쳐 31906~31907편성의 추진제어장치(VVVF)가 1997년 5월 반입 당시의 MCK01C형에서 COVO52-A0형으로 바뀌었다.

### 측면 행선LED가동 중단
현재 스크린 도어가 모두 설치되어 앞칸과 뒷칸을 제외한 모든 안내기가 소등되었다. 다만 광명역은 스크린 도어가 설치되어 있지 않으며, 의정부 ↔ 동두천 셔틀 전동차는 앞칸과 뒷칸만 측면 안내기가 가동 중이다.

## 같이 보기
- 한국철도공사
- 수도권 전철 1호선
- 한국철도공사 311000호대 · 312000호대 전동차
- 한국철도공사 341000호대 전동차
- 한국철도공사 351000호대 전동차